# Persea chrysantha
Persea chrysantha är en lagerväxtart som beskrevs av Lorea-hern.. Persea chrysantha ingår i släktet avokador, och familjen lagerväxter. Inga underarter finns listade i Catalogue of Life.